# آب‌انبار سراجه
آب‌انبار سراجه مربوط به دوره صفوی است و در شهرستان قم، بخش مرکزی، روستای سراجه واقع شده و این اثر در تاریخ ۹ اردیبهشت ۱۳۸۲ با شمارهٔ ثبت ۸۶۳۶ به‌عنوان یکی از آثار ملی ایران به ثبت رسیده است.